# Nagymágocs
Nagymágocs is een plaats (község) en gemeente in het Hongaarse comitaat Csongrád. Nagymágocs telt 3361 inwoners (2007).